# Soğukkuyu, Bozova
Soğukkuyu là một xã thuộc huyện Bozova, tỉnh Şanlıurfa, Thổ Nhĩ Kỳ. Dân số thời điểm năm 2011 là 254 người.